# Tysklands flagga
Tysklands flagga utgörs av tre lika breda horisontella band färgade i svart, rött och guld. Det finns även en version med statsvapnet som används av de federala myndigheterna. Flaggan har proportionerna 3:5 och antogs den 23 maj 1949.

## Historia
Flaggan kan spåras tillbaka till Napoleonkrigens dagar, då de tyska soldaterna använde uniformer i svart, rött och guld. En trikolor av detta utseende användes då av dem som motarbetade det franska inflytandet i Tyskland, där Napoleon I hade låtit skapa Rhenförbundet, ett statsförbund av tyska furstendömen som han själv var ”protektor” för. I samband med omvälvningarna under revolutionsåret 1848 antar så Tyska förbundets förbundsdag denna flagga.
1866 splittrades Tyska förbundet när Preussen och Österrike kom i krig. Det därefter bildade Nordtyska förbundet var under preussisk ledning och utan Österrikes deltagande. Man antog i stället den så kallade Bismarck‐trikoloren i svart, vitt och rött, eftersom den svart‐röd‐gula hade använts av österrikarna och övriga med Tyska förbundet lojala tyska stater i 1866 års krig. De nya färgerna var en kombination av Preussens svart‐vita och Hansans röd‐vita.
När Tyskland blev republik efter första världskriget antogs den svart‐röd‐gyllene flaggan på nytt den 11 augusti 1919, eftersom den symboliserade det demokratiska Tyskland. Den gamla flaggan symboliserade det fallna kejsardömet. Den svart‐vit‐röda fanns emellertid kvar som handelsflagga (civil flagga till sjöss), och flaggfrågan kom att debatteras under hela Weimarrepublikens tid. Under  nazisternas tidigaste år återkom med den gamla svart‐vit‐röda flaggan under perioden den 12 mars 1933 t.o.m. 31 augusti 1935. Den svart‐vit‐röda trikoloren avskaffades 1935 med motiveringen att den var ”reaktionär”, och den nazistiska partiflaggan med hakkorset blev
ny nationsflagga.
Med Tysklands nederlag i andra världskriget 1945 försvann den tyska staten och därmed även dess symboler. För att tyska fartyg skall kunna föra någon form av nationsflagga, vilket är ett krav enligt internationella sjöfartsregler, inför ockupationsmakterna efter en tid en flagga baserad på signalflaggan för bokstaven C.
Den svart‐röd‐gyllene flaggan blev både Väst‐ och Östtysklands flagga efter kriget, men östtyskarna kompletterade den efter några år med sitt statsemblem. Efter de östtyska delstaternas förening med förbundsrepubliken den 3 oktober 1990 är den oförändrade svart‐röd‐gyllene flaggan hela Tysklands flagga.

## Flaggdagar
| Datum                             | Namn                                                                                            | Skäl                                                                   |
| --------------------------------- | ----------------------------------------------------------------------------------------------- | ---------------------------------------------------------------------- |
| 27 januari                        | Minnesdag för nationalsocialismens offer Tag des Gedenkens an die Opfer des Nationalsozialismus | Årsdagen för befrielsen av koncentrationslägret Auschwitz (halv stång) |
| 1 maj                             | Första maj Tag der Arbeit                                                                       |                                                                        |
| 9 maj                             | Europadagen Europatag                                                                           | Årsdagen av Europarådets grundande                                     |
| 23 maj                            | Jahrestag der Verkündung des Grundgesetzes                                                      | Årsdagen av grundlagens tillkännagivande                               |
| 17 juni                           | Jahrestag des 17. Juni 1953                                                                     | Årsdagen av folkupproret i Östtyskland 17 juni 1953                    |
| 20 juli                           | Jahrestag des 20. Juli 1944                                                                     | Årsdagen av 20 juli-attentatet                                         |
| 3 oktober                         | Tysklands nationaldag Tag der Deutschen Einheit                                                 | Årsdagen av Tysklands återförening                                     |
| Två söndagar innan första advent  | Volkstrauertag                                                                                  | Till minne av alla länders krigsoffer (halv stång)                     |
| Källa: Tysklands förbundsregering |                                                                                                 |                                                                        |

## Färger
| Färg  | RAL            | Pantone                                                                         | CMYK        | RGB (Hex) |
| ----- | -------------- | ------------------------------------------------------------------------------- | ----------- | --------- |
| Svart | 9005 djupsvart | Black                                                                           | 0‐0‐0‐100   | 00 00 00  |
| Röd   | 3020 trafikröd | 485                                                                             | 0‐100‐100‐0 | FF 00 00  |
| Guld  | 1021 rapsgul   | Yellow: 765 g, Red 032: 26 g, Black: 11 g, transp. White: 198 g Alternativ 7405 | 0‐12‐100‐5  | FF CC 00  |

## Historiska flaggor

Tyska förbundet 1815–1866 enbart som komplement till den egna nationsflaggan (Preussen, Hessen, Bayern etc.)
Kejsardömet Tyskland 1871–1918 (–1920) även under perioden efter första världskriget
Weimarrepubliken 1918–1933
Nazityskland mars 1933–sept. 1935 (vid sidan av hakkorsflaggan)
Nazityskland september 1935–1945
Flagga för tyska fartyg under ockupationen 1946–1950
Förbundsrepubliken Tyskland (Västtyskland) fr. 1949
Tyska demokratiska republiken (Östtyskland) 1959–1990
Olympiaflaggan (1960–1968)

## Förbundsländernas flaggor
Vart och ett av Tysklands 16 förbundsländer har en egen flagga.

Baden-Württemberg
Bayern
Berlin
Brandenburg
Bremen
Hamburg
Hessen
Mecklenburg-Vorpommern
Niedersachsen
Nordrhein-Westfalen
Rheinland-Pfalz
Saarland
Sachsen
Sachsen-Anhalt
Schleswig-Holstein
Thüringen